# De Katholieke Koningen

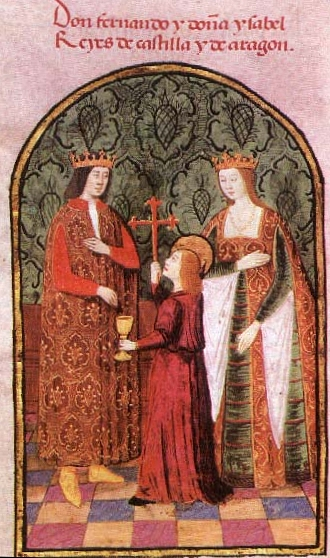
Isabella en Ferdinand

De Katholieke Koningen of het katholieke koningspaar is een bijnaam die in de Nederlandstalige literatuur vaak wordt gebruikt voor het koningspaar Ferdinand II van Aragon, Majorca, Valencia, Sicilië en Sardinië (1452-1516) en Isabella I van Castilië (1451-1504). Het is een letterlijke vertaling van het Spaanse Los Reyes Católicos waar het meervoud van een mannelijk woord zowel mannen als vrouwen kan aanduiden. Een juistere Nederlandse vertaling zou in dit geval zijn De katholieke koning en koningin of Het katholieke koningspaar.
Het paar trouwde op 19 oktober 1469 in de stad Valladolid, Isabella was 18 jaar oud en Ferdinand een jaar jonger. De titel werd hen in 1496 toegekend door paus Alexander VI voor de voltooiing van de Reconquista en voor hun inzet om het katholieke geloof als het enige ware geloof met hun wereldlijke macht te handhaven in het uitgestrekte rijk dat ze bestuurden.

## Afkomst
Ze stamden beide af van Jan I van Castilië uit het Huis Trastámara en waren achternicht en -neef. Isabella was erfgename van koning Hendrik IV van Castilië en Ferdinand de oudste zoon van Johan II van Aragon en Johanna Enríquez.De familie hing het Rooms-Katholiek geloof aan en volgens de regels van deze kerk was het niet toegestaan dat een neef en een nicht met elkaar een kerkelijk huwelijk sloten. Om het obstakel weg te nemen dat deze bloedverwantschap volgens het kerkelijk recht voor hun huwelijk zou hebben gesteld, kregen ze van paus Sixtus IV een persoonlijke dispensatie.

## De vorming van 'Spanje'
De eenheid van vorstendommen op het Iberisch Schiereiland, door de Romeinen Hispania genoemd, werd gevormd als een dynastieke unie van twee kronen in plaats van als een nieuwe bestuurlijke en erfrechtelijke eenheid, aangezien Castilië en Aragon afzonderlijke koninkrijken bleven tot de Nueva Planta-decreten van 1707-1716. Het hof van Ferdinand en Isabella was voortdurend op reis om de lokale steun voor de kroon van de lokale feodale heren te versterken. De titel van "Katholieke Koning en Koningin" werd in 1494 officieel aan Ferdinand en Isabella verleend door paus Alexander VI, als erkenning voor hun verdediging van het katholieke geloof binnen hun rijk. Ze trouwden op 19 oktober 1469 in de stad Valladolid; Isabella was 18 jaar oud en Ferdinand een jaar jonger. Het wordt door de meeste geleerden algemeen aanvaard dat de eenwording van Spanje in wezen terug te voeren is op het huwelijk van Ferdinand en Isabella. Hun regering werd uitgeroepen door W.H. Prescott "het meest glorieuze tijdperk in de annalen van Spanje".